# Leucula blancaria
Leucula blancaria là một loài bướm đêm trong họ Geometridae.